# 梅長錡
梅長錡（1951年8月—），出生於臺灣，中華民國政治人物，親民黨第6屆僑選立法委員。現居美國，現任美國LAM公司駐中國業務總監及亞洲科技副總裁。按國親聯盟聲明下，在中國國民黨不分區及僑選立法委員候選名單中，禮讓四席（三席在安全名單內）予親民黨，在2008年中華民國立法委員選舉中，親民黨提名梅長錡位列中國國民黨名單中，排第十四位在安全名單中，惟梅因喪失僑居身分而在臺設戶籍又未達半年，故最後由親民黨提名的羅淑蕾遞補，梅未能連任立法委員。

## 學歷
- 衛理女中
- 北一女中
- 台灣大學化學系
- 柏克萊加州大學物理化學博士

## 經歷
- 全美『TWIN科學與工業傑出女性獎』
- 全美女青年總會（YWCA）傑出女性專業人員獎
- 美國Applied Materials應用材料公司研發總監
- 美國CDE工程公司副總經理
- 美國科林研發Lam Research亞洲科技總監及科技策略副總裁
- 上海／台灣吉富新能源科技有限公司JI FU New Energy Technology主席&技術顧問

## 家庭背景
已婚，育有一子二女。

## 外部連結
- 立法院 （页面存档备份，存于）